# Пертниця
Пертниця, Першниця (рос. Пертница) — річка в Україні, в Олевському й Овруцькому районах Житомирської області. Права притока Червонка (басейн Прип'яті).

## Опис
Довжина річки 14 км. Висота витоку річки над рівнем моря — 210 м; висота гирла над рівнем моря — 190 м; падіння річки — 20 м; похил річки — 1,43 м/км. Формується з одного безіменного струмка та великої водойми. Площа басейну 26 км².

## Розташування
Бере початок на північному заході від села Городець. Тече на північний захід і на північно-західній стороні від села Кованка впадає в річку Червонку праву притоку Свидівки.